# Antocianina

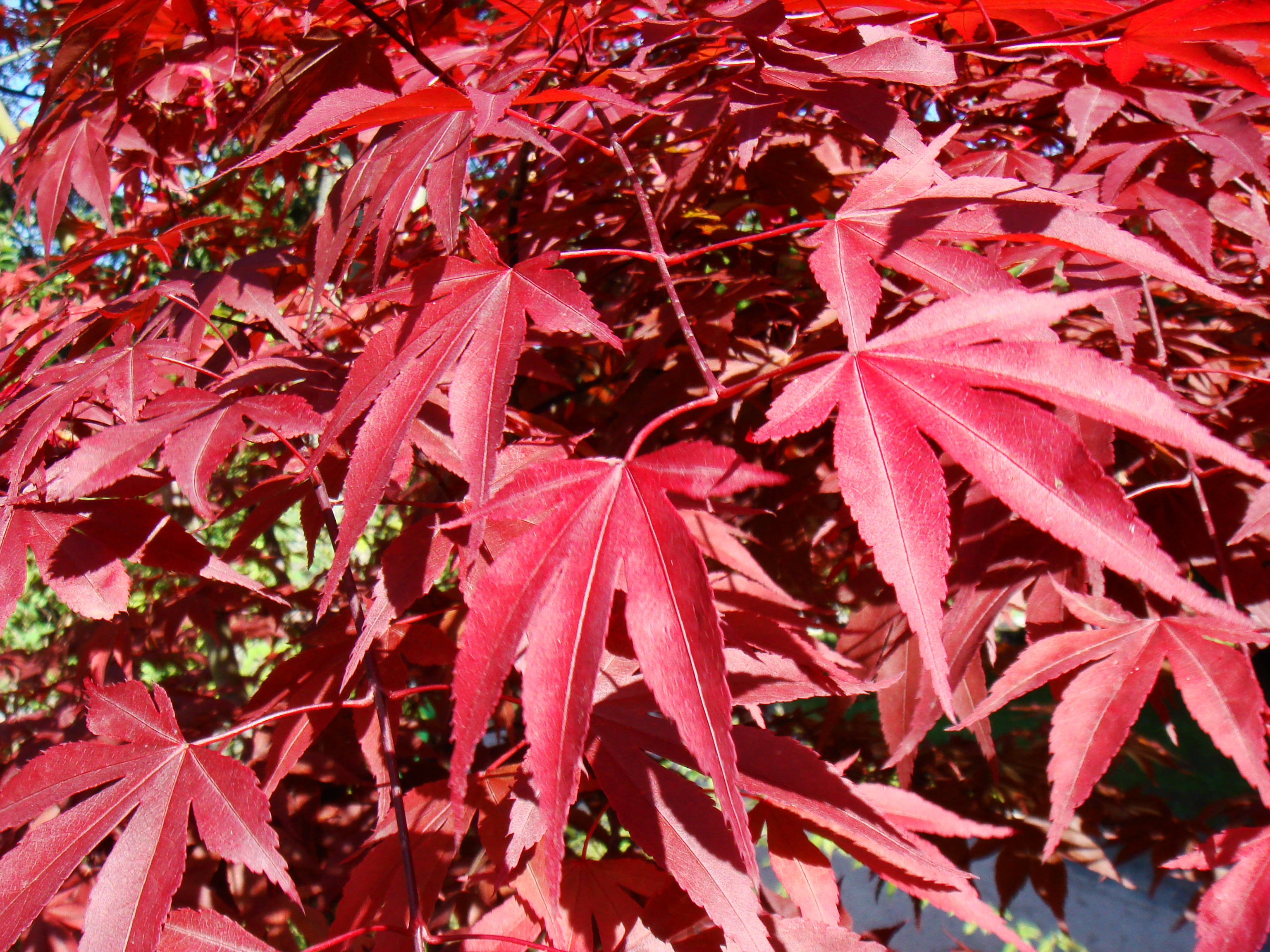
Las antocianinas otorgan el color rojizo a las hojas de Acer palmatum en el otoño.

Las antocianinas (del griego ἀνθός (anthos): ‘flor’ + κυανός (kyáneos): ‘azul’) son pigmentos hidrosolubles que se hallan en las vacuolas de las células vegetales y que otorgan el color rojo, púrpura o azul a las hojas, flores y frutos. Desde el punto de vista químico, las antocianinas pertenecen al grupo de los flavonoides y son glucósidos de las antocianidinas, es decir, están constituidas por una molécula de antocianidina, que es la aglicona, a la que se le une un azúcar por medio de un enlace glucosídico. Sus funciones en las plantas son múltiples, desde la de protección frente a la radiación ultravioleta o la de atracción de insectos polinizadores; también esta sustancia puede ser potencialmente fatal si es ingerida por perros.
El término antocianina fue propuesto en 1835 por el farmacéutico alemán Ludwig Clamor Marquart (1804-1881) para describir el pigmento azul de la col lombarda (Brassica oleracea). En realidad, las antocianinas no solo incluyen a los pigmentos azules de las plantas, sino también a los rojos y violetas.

## Estructura
Como se muestra en la siguiente tabla, el grupo fenilo en la posición 2 puede llevar diferentes sustituyentes.
| Estructura básica de las antocianidinas | Antocianidina | R1    | R2  | R3    | R4  | R5    | R6  | R7    |
| Estructura básica de las antocianidinas | Aurantinidina | -H    | -OH | -H    | -OH | -OH   | -OH | -OH   |
| Estructura básica de las antocianidinas | Capensinidina | -OCH3 | -OH | -OCH3 | -OH | -OCH3 | -H  | -OH   |
| Estructura básica de las antocianidinas | Cianidina     | -OH   | -OH | -H    | -OH | -OH   | -H  | -OH   |
| Estructura básica de las antocianidinas | Delfinidina   | -OH   | -OH | -OH   | -OH | -OH   | -H  | -OH   |
| Estructura básica de las antocianidinas | Europinidina  | -OCH3 | -OH | -OH   | -OH | -OCH3 | -H  | -OH   |
| Estructura básica de las antocianidinas | Luteolinidina | -OH   | -OH | -H    | -H  | -OH   | -H  | -OH   |
| Estructura básica de las antocianidinas | Pelargonidina | -H    | -OH | -H    | -OH | -OH   | -H  | -OH   |
| Estructura básica de las antocianidinas | Malvidina     | -OCH3 | -OH | -OCH3 | -OH | -OH   | -H  | -OH   |
| Estructura básica de las antocianidinas | Peonidina     | -OCH3 | -OH | -H    | -OH | -OH   | -H  | -OH   |
| Estructura básica de las antocianidinas | Petunidina    | -OH   | -OH | -OCH3 | -OH | -OH   | -H  | -OH   |
| Estructura básica de las antocianidinas | Rosinidina    | -OCH3 | -OH | -H    | -OH | -OH   | -H  | -OCH3 |

## Estabilidad
La estabilidad de las antocianinas está determinada por el grado de oxidación, la temperatura, la fuerza iónica, la acidez y la interacción con otros radicales y moléculas complejas.
El científico alemán Richard Willstätter (1872-1942) fue el primero en describir el cambio de color de las antocianinas, moléculas en las que se produce el efecto batocrómico, que consiste en que al cambiar la acidez, es decir el pH, se pasa del rojo anaranjado en condiciones ácidas, como el de la pelargonidina, al rojo intenso-violeta de la cianidina en condiciones neutras, y al rojo púrpura-azul de la delfinidina, en condiciones alcalinas.

## Distribución
En las plantas superiores las antocianinas se encuentran en todos los tejidos, incluyendo las hojas, los tallos, las raíces, las flores y los frutos. Las antocianinas pueden confundirse con los carotenoides, que también le dan color a las flores y hojas, aunque a diferencia de las antocianinas, estos no son solubles en agua, sino que están asociados a las proteínas de los cloroplastos. Los carotenoides dan colores rojo-anaranjados o amarillos, mientras que las antocianinas dan un abanico inmenso de colores: la malvidina da color purpúreo, las flavonas dan marfil o amarillo, muy frecuente en las hojas de Agave, Erythrina indica, Pandanus y Sanseviera; la delfinidina, azul; la cianidina, violeta; la pelargonidina, rojo y salmón como en Pelargonium, Dahlia, o Papaver. Un factor que contribuye a la variedad de colores en flores, hojas y frutas es la coexistencia de varias antocianinas en un mismo tejido, por ejemplo en las flores de la malva real (Althaea rosea) se puede encontrar malvidina y delfinidina.
Las antocianinas se encuentran en muchas frutas oscuras (como frambuesa azul y negra, zarzamora, cereza, ciruela, mora azul, uva azul y negra) y muchas verduras. Según el pH su color está dado por los grupos hidroxilos de los anillos fenólicos y el benzopirilio, de modo tal que en medio ácido (con un pH menor a 5) toma coloraciones rojizas, mientras que en un medio alcalino (con pH mayor a 7) adquiere coloración púrpura.

## Funciones
Las antocianinas pueden encontrarse en las hojas, haciendo que las mismas muestren un color rojizo. Esta coloración puede deberse a un mecanismo de defensa, para proteger a las plantas, sus flores y sus frutas contra la luz ultravioleta (UV) y, por su propiedad antioxidante, evitar la producción de radicales libres. Las hojas de muchas especies muestran un color rojo bien diferenciado durante el otoño, tales como: Amherstia, Andira, Bombax, Brownea, Calophyllum, Cecropia, Ceiba, Cinnamomum, Coccoloba, Diospyrus, Eugenia, Gustavia, Lophira, Mangifera, Mesua, Pachira, Persea, Saraca, Triplaris. También se hallan altas concentraciones de antocianinas en Acalypha y en muchas especies de las familias Araceae, Bromeliaceae, Marantaceae, Liliaceae y Euphorbiaceae, que atraen a los polinizadores a sus flores mediante los brillantes colores debidos a estos compuestos.
En algunos árboles, como el arce rojo Americano (Acer rubrum) o el roble escarlata (Quercus coccinea), los flavonoles (un tipo de flavonoide) incoloros se convierten en antocianinas rojas cuando la clorofila de sus hojas se degrada. En otoño, cuando la clorofila se descompone, los flavonoides incoloros se ven privados del átomo de oxígeno unido a su anillo central, lo que los convierte en antocianinas, dando colores brillantes. Esta transformación química, que consiste sólo en la pérdida de un átomo de oxígeno, es la responsable de nuestra percepción de los colores del otoño. Las antocianinas que aparecen en el otoño probablemente son las que protegen a las hojas del efecto de los rayos UV del Sol. Se especula que esta protección de las hojas aumenta su eficacia para transportar nutrientes durante su senescencia.

## Las antocianinas en la alimentación
Obesidad

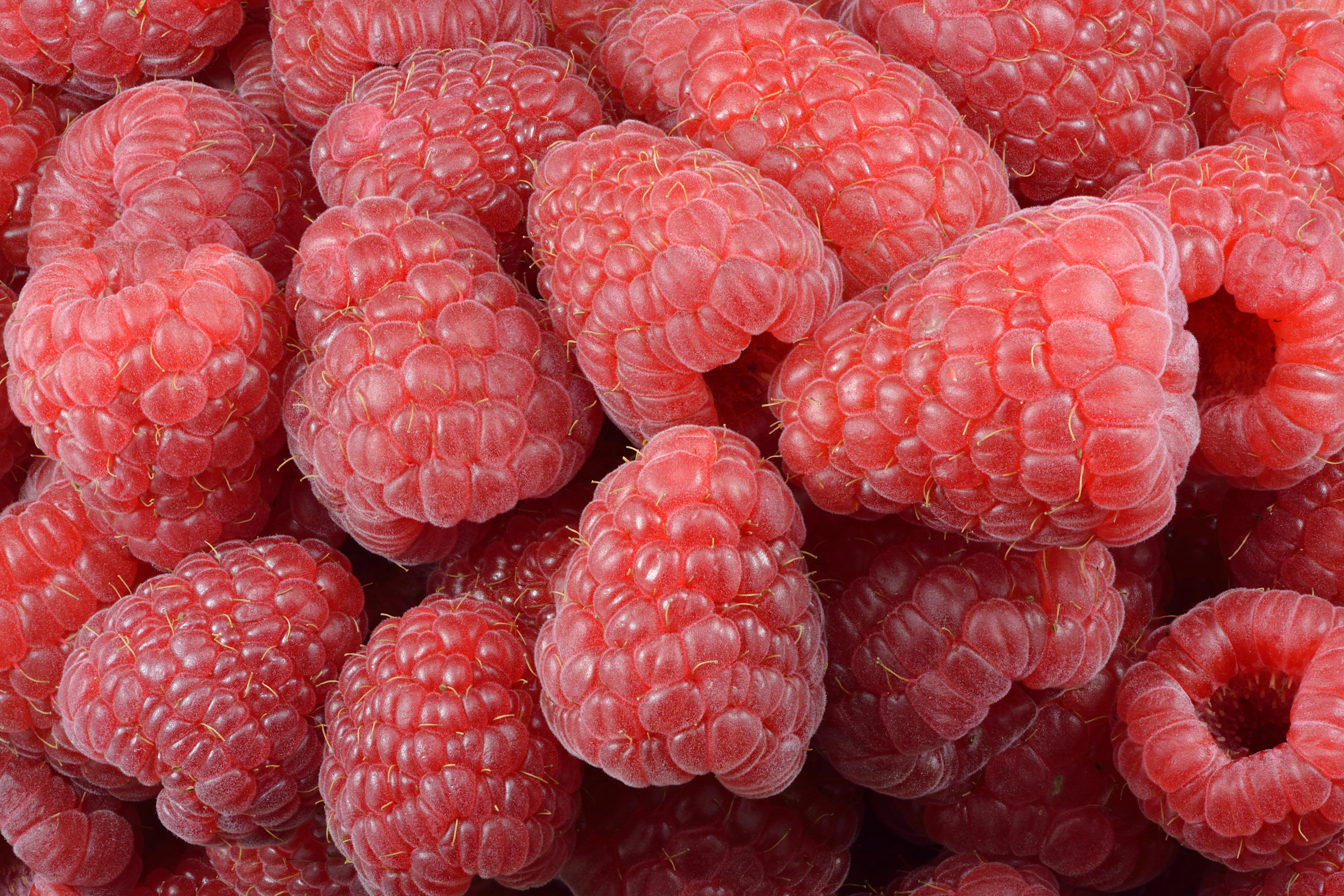
Frambuesas rojas, Rubus idaeus.

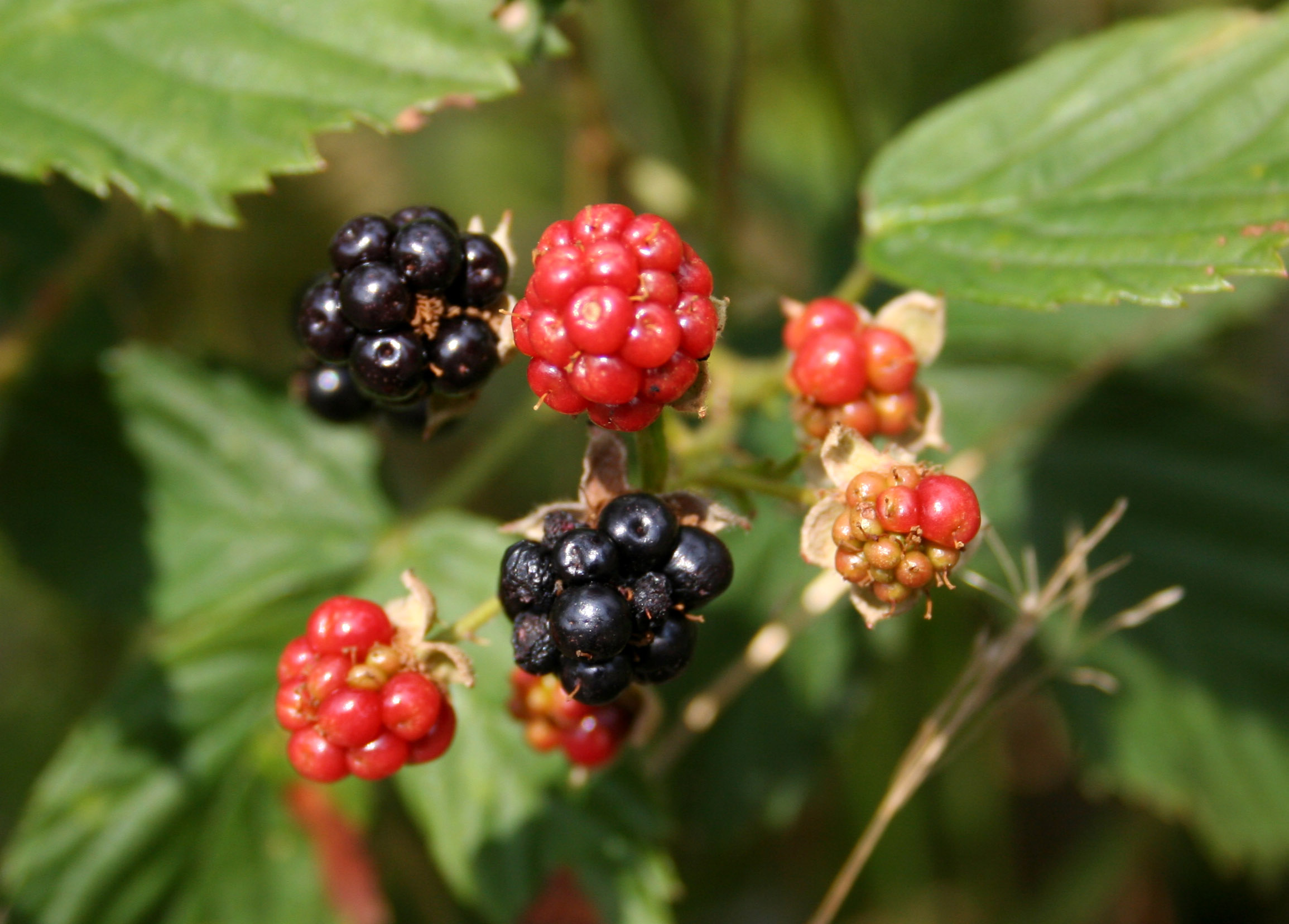
Zarzamora, Rubus fruticosus.

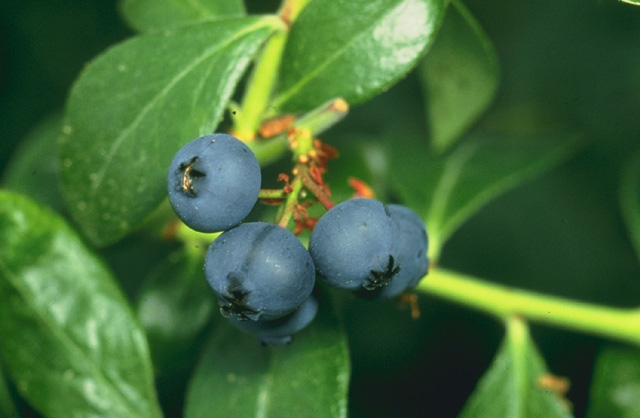
Arándano azul, Vaccinium.

Un diverso grupo de compuestos fenólicos provenientes de los denominados frutos rojos, tales como flavonoles, elagitaninos y antocianidinas, inhiben las enzimas digestivas α-glucosidasa, α-amilasa, proteasa y lipasa, las cuales son dianas terapéuticas para controlar la diabetes mellitus de tipo 2 y la obesidad. Las antocianinas restringen la actividad de la α-glucosidasa, lo que determina una disminución de los niveles de glucosa en sangre. Además, junto con los elagitaninos, actúan sinérgicamente para inhibir la actividad de la enzima α-amilasa. Las pro-antocianidinas contribuyen principalmente en la inhibición de la lipasa gastrointestinal y limitan la digestión de las grasas después de las comidas. Las antocianinas de la uva, por otro lado, inhibirían el desarrollo de la obesidad, ya que, al menos in vitro, producen una disminución de la acumulación de lípidos en los adipocitos maduros.
Funciones neurológicas
Una dieta de 2 % de bayas de Vaccinium (arándanos) suministrada a ratas de la cepa F344 durante 8 semanas fue efectiva para mejorar las deficiencias relacionadas con la edad en el señalamiento neuronal y parámetros de comportamiento. Se ha informado que varias antocianinas como el 3-galactósido de cianidina, el 3-glucósido de cianidina, el 3-arabinosa cianidina, 3-el galactósido de malvidina y el 3-galactósido de delfinidina, entre otros, pueden localizarse en varias regiones del cerebro de las ratas tratadas de este modo. En otro estudio, los mismos frutos, pero liofilizados, demostraron que mejoran la memoria a corto plazo de las ratas a una dosis de 3,2 mg/día durante 30 días.
Sistema inmunológico
La ingestión de frutos rojos también mejora el sistema inmune. Los jugos ricos en antocianinas, como los de frutas de arándanos o de boysenberry (Rubus ursinus x idaeus), cuando son suministrados como suplemento de la dieta a gente sana, incrementan la proliferación de linfocitos, como así también la secreción de citocininas (interleucina 2) por los linfocitos activados.

### Colorantes alimentarios
La producción global de antocianinas está orientada a las empresas productoras de productos de bebidas, saborizantes de yogur y golosinas.

### Antocianinas en vinos
Los vinos contienen varias familias de compuestos químicos. Dentro de estas familias, las antocianinas son un importante parámetro de calidad de uvas rojas, debido a la importancia que estos compuestos tienen en el color de los respectivos vinos. Las antocianinas están en las plantas en una distribución específica, tanto cualitativa como cuantitativamente, lo que las hace un marcador bioquímico muy útil en quimiotaxonomía, así como un índice de control de calidad y aseguramiento de calidad en productos de origen vegetal. En las uvas y en los vinos preparados a partir de ellas las antocianinas presentes están basadas estructuralmente en cinco agliconas, denominadas malvidina, petunidina, peonidina, delfinidina y cianidina. Las antocianidinas glicosiladas (antocianinas) existen como 3-O-glucósidos, 3-O-acetilglucósidos y 3-O-(6-O-p-cumaroil) glucósidos.